# De Utrolige
De Utrolige (originaltitel The Incredibles) er en amerikansk computeranimeret film fra Pixar (distribueret af Disney) som fik premiere i 2004. Filmen er instrueret af Brad Bird, der tidligere havde instrueret Drengen og Jernkæmpen for Warner Bros..
De Utrolige fik i 2018 en efterfølger i form af De Utrolige 2.

## Plot
De Utrolige foregår i et univers hvor superhelte, kaldet "supere", findes. Efter Hr. Utrolig og andre superhelte kommer under kritik for den utilsigtede skade deres heltearbejde forårsager, tvinger regeringen alle superhelte til at gå under jorden. 15 år senere lever Hr. Utrolig og hans kone Elastipigen (der nu kun går under deres dæknavne Bob og Helen Parr) et almindeligt forstadsliv med deres tre børn Violet, Dash, og babyen Jack-Jack. Bob hader sit job hos et uærligt forsikringsfirma, men savner heltelivet, og tager ofte ud for at gøre heltearbejde i al hemmelighed med sin gamle ven Lucius Best (med superheltenavnet Frozone).
En dag får Bob en besked fra Mirage, der overtaler ham til at blive Hr. Utrolig igen. Hun inviterer ham til en ø for at bekæmpe Omnidroiden, en robot der er gået bersærk. Bob besejrer Omnidroiden, og begynder i de næste måneder at forberede sig på flere superheltejobs fra Mirage. Bob holder sit heltearbejde skjult fra Helen og resten af familien, men Helen begynder med tiden at ane uråd. Der kommer et hul i Bobs dragt, og han tager til Edna Mode, der designede dragter til superheltene før de blev tvunget under jorden. Han beder om en ny dragt, men Edna tror at hele Parr-familien er begyndt som superhelte igen, og laver matchende dragter til dem alle.
Bob vender tilbage til øen hvor han besejrede Omnidroiden, hvor han bliver taget til fange. Det viser sig, at Mirage arbejder for Buddy Pine, en tidligere fan som Hr. Utrolig afviste for 15 år siden. Buddy fortæller i en monolog at det gjorde ham hævngerrig, hvilket fik ham til at opfinde en række forskellige våben og påtage sig aliaset Syndrom. Han byggede den robot, Hr. Utrolig besejrede, og han havde tidligere inviteret andre supere til øen for at bekæmpe den. Hver gang en superhelt vandt over Omnidroiden, genopbyggede Syndrom den i en forbedret udgave, og inviterede helten tilbage. På den måde har Syndrom gjort sin robot uovervindelig, og samtidig udryddet størstedelen af superheltene. Nu da Omnidroiden er i stand til at besejre Hr. Utrolig, afslører Syndrom sin plan for ham: Syndrom vil tage til storbyen Metroville og slippe Omnidroiden løs, for så at lade som om, han er en superhelt, ved at "besejre" Omnidroiden. Syndrom vil derefter sælge ud af sine opfindelser, så alle kan "blive super".
Imens er Helen blevet så mistænksom, at hun besøger Edna for at spørge hende om, hvad der foregår med Bob. Edna viser familiens nye superdragter til Helen, og hun finder derved ud af, at Bob arbejder som superhelt igen. Helen låner et privatfly, og tager afsted til Syndroms ø. Hun havde egentlig ladet børnene blive hjemme, men Violet og Dash sniger sig ombord på flyet, og efterlader Jack-Jack derhjemme med en babysitter. Syndrom opdager Helens fly og skyder det ned, men Helen og børnene overlever og svømmer til øen. Helen (under det nye navn Fru Utrolig) infiltrerer Syndroms base, og finder ud af hans plan.
Mirage forråder Syndrom og slipper Hr. Utrolig fri, og han bliver snart efter fundet af Fru Utrolig. Violet og Dash bliver opdaget af Syndroms vagter, men de nedkæmper dem og bliver genforenet med deres forældre. Syndrom fanger igen hele Parr-familien, og efterlader dem som fanger på øen. Han tager afsted til Metroville i en raket, for at iværksætte sin plan. Familien slipper fri kort efter, og følger efter Syndrom i en ekstra raket. Syndrom ankommer til Metroville, hvor Omnidroiden allerede er og laver ravage. Han prøver at stoppe robotten, men den opfatter ham som en fjende, og slår ham bevidstløs. Parr-familien og Frozone bekæmper Omnidroiden, og besejrer den ved hjælp af den fjernkontrol, Syndrom havde styret den med tidligere.
Parr-familien tager hjem, men de finder Syndrom i færd med at kidnappe Jack-Jack for at kunne opfostre ham som sin lærling. Som Syndrom iført raketsko er på vej op mod hans fly, begynder Jack-Jacks superkræfter at vise sig for første gang, hvilket får Syndrom til at tabe ham. Syndroms ene raketsko er ødelagt, men han får kæmpet sig op på flyet. Imens bliver Fru Utrolig kastet opad af Hr. Utrolig, hvor hun griber Jack-Jack og får dem begge ned i sikkerhed. Syndrom står på sit fly og hoverer, men Hr. Utrolig kaster en bil mod ham, hvilket tvinger Syndrom ind i flymotoren, hvor han formodentlig bliver trukket igennem og slået ihjel.

## Stemmer
| Rolle                              | Engelsk stemme              | Dansk stemme                |
| ---------------------------------- | --------------------------- | --------------------------- |
| Bob Parr/Hr. Utrolig               | Craig T. Nelson             | Torbjørn Hummel             |
| Helen Parr/Elastipigen/Fru Utrolig | Holly Hunter                | Sofie Stougaard             |
| Violet Parr                        | Sarah Vowell                | Maja Iven Ulstrup           |
| Dash Parr                          | Spencer Fox                 | Kristian Holst White        |
| Jack-Jack Parr                     | Eli Fucile og Maeve Andrews | Eli Fucile og Maeve Andrews |
| Lucius Best/Frozone                | Samuel L. Jackson           | Lars Bom                    |
| Buddy Pine/Syndrom                 | Jason Lee                   | Thure Lindhardt             |
| Mirage                             | Elizabeth Peña              | Tammi Øst                   |
| Edna Mode                          | Brad Bird                   | Pia Rosenbaum               |
| Gilbert Huph                       | Wallace Shawn               | Anders Bircow               |
| Bernie Kropp                       | Lou Romano                  | Donald Andersen             |
| Bomb Voyage                        | Dominique Louis             | Timm Mehrens                |
| Skoleinspektør                     | Wayne Canney                | Peter Zhelder               |
| Tony Rydinger                      | Michael Bird                | Jasper Spanning             |
| Nyhedsoplæser                      | Teddy Newton                | Torben Sekov                |
| Rick Dicker                        | Bud Luckey                  | Kurt Ravn                   |
| Kari McKeen                        | Bret 'Brook' Parker         | Annevig Schelde Ebbe        |
| Veninde                            |                             | Marie Søderberg             |
| Undergraveren                      | John Ratzenberger           | Peter Zhelder               |

Øvrige stemmer
- Peter Secher Schmidt
- Timm Mehrens
- Lars Thiesgaard
- Jens Jacob Tychsen
- Puk Scharbau
- Søren Ulrichs
- Vibeke Dueholm
- Lars Lippert
- Christian Tranberg Hansen
- Pauline Rehné
- Mads Sætter-Lassen
- Sasia Mølgaard
- Sander Abel Paulsen
- Thomas Mørk

## Produktion
Tekst mangler, hjælp os med at skrive teksten

## Modtagelse
Tekst mangler, hjælp os med at skrive teksten
Filmen blev en stor kritisk og kommerciel succes, og indtjente over 630 millioner dollars i biograferne. Filmen vandt desuden en Oscar for bedste animationsfilm, ved Oscaruddelingen 2005.